# Marcel Hillaire
Marcel Hillaire (* 23. April 1908 in Köln als Erwin Ottmar Hiller; † 1. Januar 1988 in Los Angeles, Kalifornien) war ein deutscher Schauspieler, der von 1948 bis zu seinem Tod in den USA lebte. In seinen englischsprachigen Filmen zeichnete er sich durch einen deutsch-französischen Akzent aus.
Hillaire wich dem Holocaust des NS-Staates aus, indem er einen Künstlernamen annahm und sich mit Theatergruppen ständig auf Reisen befand. Später trat er unter seinem Geburtsnamen in die Verwaltung der Organisation Todt ein und entging nach seiner Verhaftung knapp der Hinrichtung. Nach dem Zweiten Weltkrieg wanderte er in die Vereinigten Staaten aus und änderte seinen Namen. Hillaire spielte Gastrollen in über hundert Episoden. Dabei spielte er häufig Franzosen wie im Film Sabrina mit Audrey Hepburn.

## Herkunft
Hillaires Großvater war Ferdinand von Hiller, ein in Frankfurt am Main geborener Pianist und Musikpädagoge.
Erwin O. Hiller war der Sohn von Paul Hiller und seiner Frau Sophie Lion. Er hatte sowohl auf der väterlichen als auch auf der mütterlichen Seite jüdische Vorfahren. Sein Vater Paul war 24 Jahre lang der Kritiker der Rheinischen Zeitung. Er besprach ein Vierteljahrhundert lang jede Opern- und Orchesteraufführung im unteren Rheinland. Erwin und sein Bruder hatten seit ihrer frühesten Kindheit bis zum Tod des Vaters 1934 Kontakt mit Musik und Kunst. Erwin wurde ein bekannter Schauspieler.

## Leben in Nazideutschland
Während sein Bruder Edgar in die neutrale Schweiz floh, nahm Erwin den Künstlernamen Harry Fürster an und tourte unter diesem Namen mit einer Theatergruppe durch Deutschland. Später begann er unter seinem Geburtsnamen Erwin Hiller bei der Organisation Todt zu arbeiten. Hiller wurde in der Bretagne stationiert und war direkt Albert Speer unterstellt. 1942 nutzte er seine Verbindungen, um seine in Köln lebende Mutter ins relativ sichere Frankreich zu holen.
Drei Jahre später, als er immer noch für die Operation Todt in Deutschland arbeitete, wurde seine jüdische Herkunft entdeckt. Daraufhin wurde er wegen „seines heimtückischen Betrugs sowie seiner semitischen Abstammung“ zum Tode verurteilt. Hiller wartete in einem Gefängnis in Weimar auf die Vollstreckung des Urteils. Wegen eines sechs Jahre zurückliegenden Vorwurfes des sexuellen Missbrauchs von Jugendlichen wurde er nach Berlin überstellt und im April 1945 zum Kriegsende von der sowjetischen Armee befreit.

## Karriere in New York
Hiller wanderte am 15. Juni 1948 in die USA aus. Als er in New York City ankam, nahm er zuerst Jobs in Restaurants an und suchte währenddessen nach Angeboten für Schauspieler. Dafür nannte er sich in Marcel Hillaire um, um mit einem französischen Namen seine Aussichten in der Unterhaltungsbranche zu verbessern. Seitdem benutzte er seinen Geburtsnamen nie wieder öffentlich.
Hillaire fand Arbeit als Darsteller von Europäern in Theaterproduktionen in Manhattan und der aufstrebenden Fernsehindustrie in Studios in New York. 1952 trat er in drei Episoden von Goodyear Playhouse und 1953 in fünf Episoden von Lux Video Theatre auf. Im gleichen Jahr gastierte Hillaire auch in einer der ersten Sitcoms, The Goldbergs. Als Billy Wilder 1954 Sabrina mit Audrey Hepburn, William Holden und Humphrey Bogart drehte, erhielt er seine erste Filmrolle als französischer Meisterkoch.
Daneben trat Hillaire in New York in den beiden Broadwayproduktionen The Heavenly Twins (1954) von Jean-Pierre Aumont sowie von Februar 1955 bis April 1956 in einer Hauptrolle im Cole-Porter-Musical Silk Stockings auf.

## „Die Essenz aller Franzosen“
Nach seinem Umzug nach Los Angeles stellte er in Film und Fernsehen hauptsächlich Europäer, vor allem Franzosen, dar. Ab den späten 1950er tourte Hillaire mit seiner Einmannshow, The Smile of France, durch US-Colleges.
In Interviews mit den örtlichen Zeitungen vor seinen Auftritten erzählte Hillaire, dass er im Pariser Viertel Ménilmontant als Sohn eines Artisten an den Folies Bergère geboren worden sei und seine Ausbildung von den beiden französischen Schauspiellegenden Louis Jouvet und Sacha Guitry erhalten habe. Hillaire nahm den Spitznamen „Die Essenz aller Franzosen“ an und erzählte den Reportern, dass er als „Le Bien-Aimé du Peuple Français“ (Der Geliebte des französischen Volkes) bekannt sei.

## Späte Karriere
Von den frühen 1950ern bis in die 1980er spielte er Charakterrollen in verschiedenen Fernsehserien wie zum Beispiel Twilight Zone (Episoden: „A Most Unusual Camera“ und „The New Exhibit“), Verschollen zwischen fremden Welten, Mini-Max, Solo für O.N.C.E.L., Ein Sheriff in New York sowie Tennisschläger und Kanonen. 1969 spielte er in Woody Allens zweitem Film, Woody, der Unglücksrabe, in einer größeren Nebenrolle mit.

## Filmographie (Auswahl)
| Jahr | Filmtitel                                                         | Rolle                         | Anmerkungen                    |
| ---- | ----------------------------------------------------------------- | ----------------------------- | ------------------------------ |
| 1954 | Sabrina                                                           | Kochlehrer                    |                                |
| 1959 | Mit mir nicht, meine Herren (It Happened to Jane)                 | Koch                          | Uncredited                     |
| 1960 | The Twilight Zone (Fernsehserie)                                  | Kellner                       | Episode: A Most Unusual Camera |
| 1960 | Sieben Diebe (Seven Thieves)                                      | Duc di Salins                 |                                |
| 1960 | Land der tausend Abenteuer (North to Alaska)                      | „Butler“, Jennys Ehemann      | Uncredited                     |
| 1961 | Die Heiratsmaschine (The Honeymoon Machine)                       | Inspekteur der Casinospiele   |                                |
| 1962 | Die vier apokalyptischen Reiter (Four Horsemen of the Apocalypse) | Armand Dibier                 |                                |
| 1962 | Champagner in Paris (Bon Voyage!)                                 | Guide                         |                                |
| 1963 | In Liebe eine 1 (Take Her, She’s Mine)                            | Polizist                      |                                |
| 1963 | Getrennte Betten (The Wheeler Dealers)                            | Giuseppe – Maitre d’          |                                |
| 1963 | McHale’s Navy (Fernsehserie)                                      | Emile Gerard                  | zwei Folgen                    |
| 1964 | Monsieur Cognac (Wild and Wonderful)                              | Inspector Duvivier            |                                |
| 1964 | Immer mit einem anderen (What a Way to Go!)                       | Französischer Anwalt          | Uncredited                     |
| 1964 | McHale’s Navy (Spielfilm)                                         | Chief de Gendarmes            |                                |
| 1964 | Combat! (Fernsehserie)                                            | Jean Sebelleau                | Episode: A Rare Vintage        |
| 1965 | Bei Madame Coco (The Art of Love)                                 | Henker                        |                                |
| 1965 | A Very Special Love                                               | Claude – Französischer Anwalt |                                |
| 1966 | Paris ist voller Liebe (Made in Paris)                            | Begleiter                     |                                |
| 1966 | Time Tunnel (The Time Tunnel, Fernsehserie)                       | Gefangener auf Devil’s Island |                                |
| 1966 | Die Mörder stehen Schlange (Murderers’ Row)                       | Police Capt. Deveraux         |                                |
| 1967 | Schmeißt die Affen raus! (Monkeys, Go Home!)                      | Mayor Gaston Lou              |                                |
| 1969 | Woody, der Unglücksrabe (Take the Money and Run)                  | Fritz – Direktor              |                                |
| 1978 | Evening in Byzantium (Miniserie)                                  | Inspector Le Dioux            |                                |

## Trivia
In seinem Sachbuch Beethovens Locke. Eine wahre Geschichte erzählt der US-Journalist Russell Martin, wie der damals 15-jährige Großvater Hillaires, Ferdinand von Hiller, dem Komponisten Ludwig van Beethoven an dessen Sterbebett eine Locke abnimmt, und verfolgt die Geschichte dieser Locke und ihrer Besitzer bis in die Gegenwart. Er nennt Erwin Hiller als ihren möglicherweise letzten Besitzer aus dem Hiller-Clan.